# Walton & Anfield railway station
Walton & Anfield railway station är en nedlagd järnvägsstation vid Walton Lane i Walton, Merseyside i västra England. Stationen invigdes den 1 juli 1870 och stängdes den 31 maj 1948.
Den 14 februari 1993 påträffades James Bulgers döda kropp vid spåren i närheten av stationen.